# Anthony Corallo

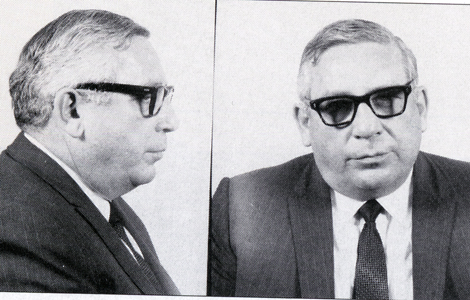
Gefängnis-Foto von Anthony Corallo

Antonio „Tony Ducks“ Corallo (* 12. Februar 1913 in East Harlem, New York City; † 23. August 2000 Springfield, Missouri) war ein US-amerikanischer Mobster und Oberhaupt der Lucchese-Familie der La Cosa Nostra in New York. Er hatte erheblichen Einfluss auf Gewerkschaften aus dem Bereich der Fernfahrer und der Bauarbeiter, insbesondere der International Brotherhood of Teamsters.

## Leben
Corallo wurde 1913 in New York City geboren und wuchs in Italian Harlem in einem italoamerikanischen Umfeld auf. Corallo erhielt den Spitznamen „Tony Ducks“ für seine Fähigkeit, niemals ernsthaft juristisch belangt zu werden.
Corallo hatte einen Sohn und eine Tochter und führte ein relativ unauffälliges Leben mit Liebe zur Oper und zur Gartenarbeit.

### Frühe Karriere
In den 1920ern gehörte Corallo der 107th Street Gang in East Harlem an. Mit sechzehn landete er zum ersten Mal vor Gericht, ohne verurteilt zu werden.
1935 arbeitete Corallo für die Gagliano-Familie unter dem Boss Tommy Gagliano. Underboss Tommy Lucchese rekrutierte Corallo, um mit dem Mobster Johnny Dio zusammenzuarbeiten. Dieser leitete die Gewerkschaftskorruption in Manhattan im Garment District.
1941 saß Corallo wegen Drogenhandels kurze Zeit im Gefängnis von Rikers Island.

### Aufstieg zur Macht
1943 wurde Corallo zum Caporegime ernannt. Er arbeitete im Wesentlichen in East Harlem und Queens. Corallo und Dio kontrollierten fünf Departments der International Brotherhood of Teamsters. Außerdem kontrollierten die beiden Gewerkschaften aus den Bereichen Textilarbeiter, Fernfahrer und Bauarbeiter. Damit machten sie Millionen für die Gagliano-Familie.
1951 starb Gagliano an Altersschwäche. Lucchese übernahm die Familie, die in die Lucchese-Familie überging.

### Boss der Familie
Im Juli 1967 starb Lucchese an einem Hirntumor. Corallo war ein Nachfolgekandidat, jedoch schwebte noch ein Verfahren über seinem Kopf. Im Juli 1968 wurde Corallo zu drei Jahren Haft in einem Bundesgefängnis verurteilt.
Carmine Tramunti wurde zum Interim-Boss der Lucchese-Familie ernannt. Nach seiner Entlassung wurde Corallo der unumstrittene Boss der Lucchese.
Corallo weitete als Boss seinen Einfluss auf die Kieselproduktion, die Gewerkschaften, die Müll- und die Bauindustrie aus. Sein Lucchese-Capo Paul Vario raubte mit seiner Crew den Idlewild Airport (später in John F. Kennedy International Airport umbenannt) regelmäßig aus.

### Mafia Commission Trial
In den 1980ern wurde Corallo vor dem Mafia Commission Trial angeklagt. Dabei handelte es sich um einen großangelegten Strafprozess gegen führende italoamerikanische Mafiosi aus New York City. Das Beweismaterial war im Wesentlichen von der amerikanischen Bundespolizei F.B.I. gesammelt worden. Chefankläger war der Staatsanwalt Rudy Giuliani. Die Behörden hatten umfangreiche Gespräche zwischen Corallo und seinem Capo Salvatore Avellino aufgezeichnet. Corallo wurde bewusst, dass er den Rest seines Lebens im Gefängnis verbringen werde. Er ernannte Victor Amuso zu seinem Nachfolger. 1986 wurde er in allen Anklagepunkten schuldig gesprochen und zu 100 Jahren Haft in einem Bundesgefängnis verurteilt.

### Tod
Am 23. August 2000 starb Anthony Corallo im Federal Medical Center in Springfield.

## In der Kultur
Die Aktivitäten Paul Varios werden im Roman Wiseguy von Nicholas Pileggi beschrieben. Martin Scorsese drehte nach diesem Roman den Filmklassiker Goodfellas.
| Vorgänger        | Amt                                                           | Nachfolger   |
| ---------------- | ------------------------------------------------------------- | ------------ |
| Carmine Tramunti | Oberhaupt der „Lucchese-Familie“ der La Cosa Nostra 1974–1987 | Victor Amuso |